# コスタンツォ・アンジェリーニ
コスタンツォ・アンジェリーニ（Costanzo Angelini、1760年10月22日 - 1853年6月22日）はイタリアの画家である。1790年からナポリで活動し、ナポリ王国の宮廷画家を務めた。肖像画家として高い評価を得た 。

## 略歴
イタリア中部、現在のリエーティ県のSanta Giustaで生まれた。ローマに出てビアンキ(Pietro Bianchi)の弟子でボローニャ派の画家、カプリノッツィ(Marco Caprinozzi)の工房で学んだ。アカデミア・ディ・サン・ルカで、ドメニコ・コルヴィ(Domenico Corvi)にも学んだ。
1790年にナポリに移り、結婚し6人の子供が生まれた。ナポリ国王、フェルディナンド1世からの依頼を受けるが、1799年にナポリ王国がフランス軍の侵攻により倒され、一時、パルテノペア共和国が成立したことによって実現しなかった。
タペストリーや宝飾品、陶器を製造するナポリの王立工房(Manifattura di San Carlo alle Mortelle）に設けられた絵画アカデミア(Accademia del Disegno、後にナポリ美術アカデミーとなる)で教え始め、1808年に王立印刷所の監査役になり、1810年までには絵画アカデミーの教授になり1812年は版画学校の校長になった。
南イタリアの画家をめざす学生にとって重要な人物になり、アンジェリーニが教えた学生には Filippo Balbi、Domenico Caldara、Federico Maldarelli、ジュゼッペ・マンチネッリ、Angelo Maria Mazzia、Vincenzo Marinelli、Vincenzo Morani、Floriano Pietrocola らがいる。

## 作品

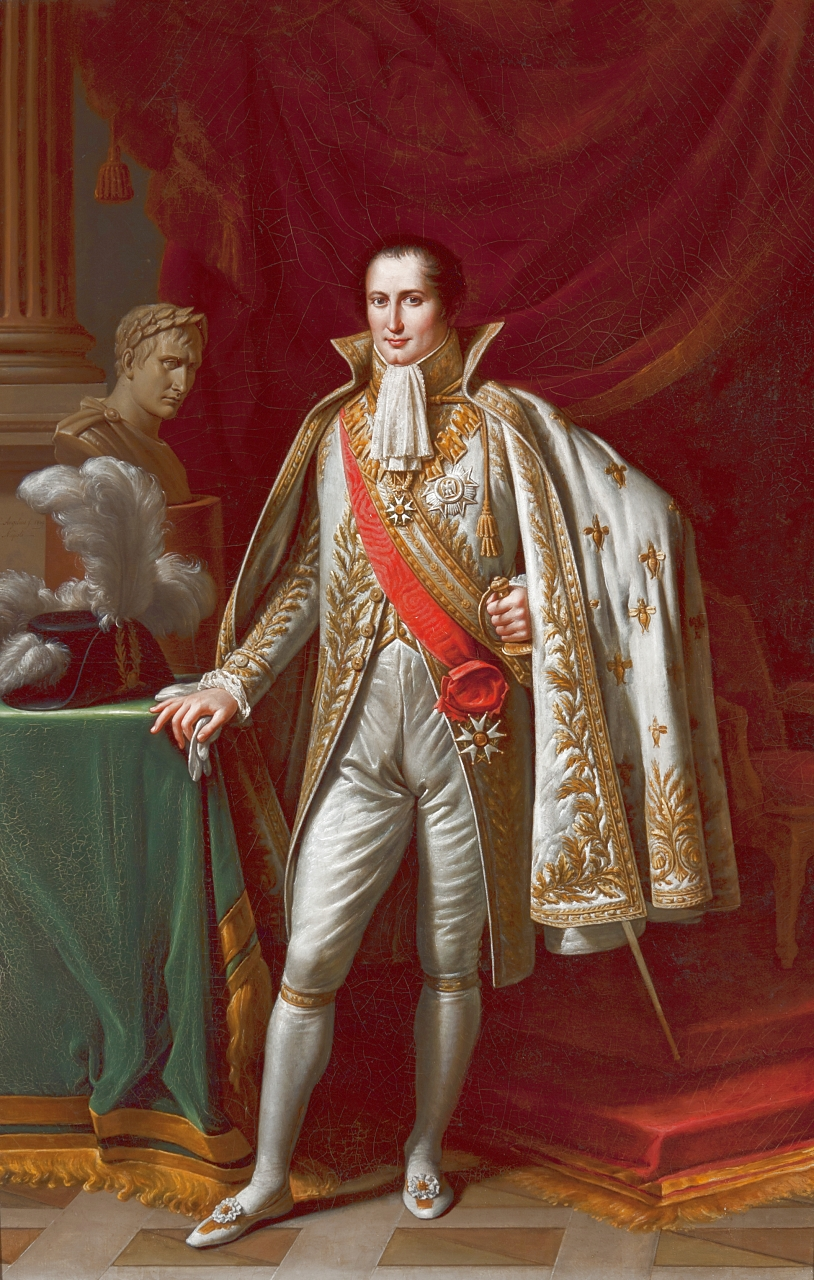
ジョゼフ・ボナパルト (1809)
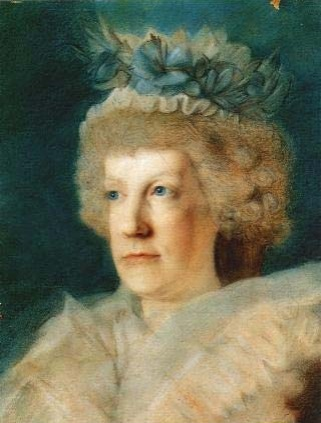
マリア・カロリーナ・ダズブルゴ
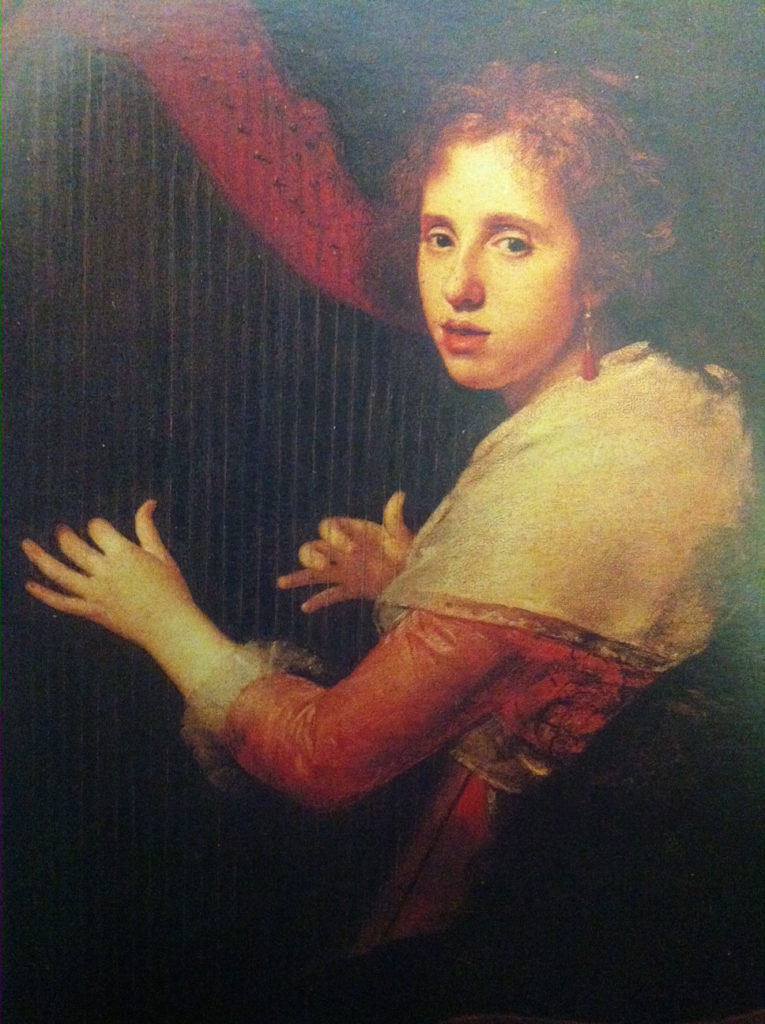
Catherina Rega
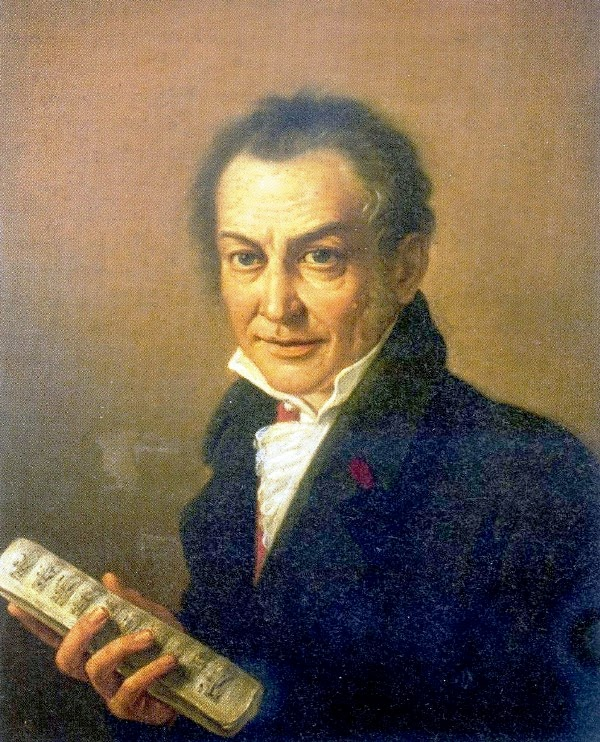
ニコロ・アントニオ・ジンガレッリ-作曲家